# Collège de William et Mary
Le Collège de William et Mary (en anglais : College of William and Mary) à Williamsburg en Virginie est la seconde plus ancienne institution d’éducation supérieure fondée sur le sol des États-Unis après l'université Harvard. Fondée en 1693 par une charte royale de Guillaume III et de Marie II, c'est une petite université publique accueillant actuellement plus de 7 000 étudiants, spécialisée dans les domaines médicaux, légaux et des sciences de l’éducation. Bien que devant s’appeler « University » dans l’usage américain, la charte royale précise que l’institution garde « toujours et pour toujours » son nom original de « College ».

## Histoire

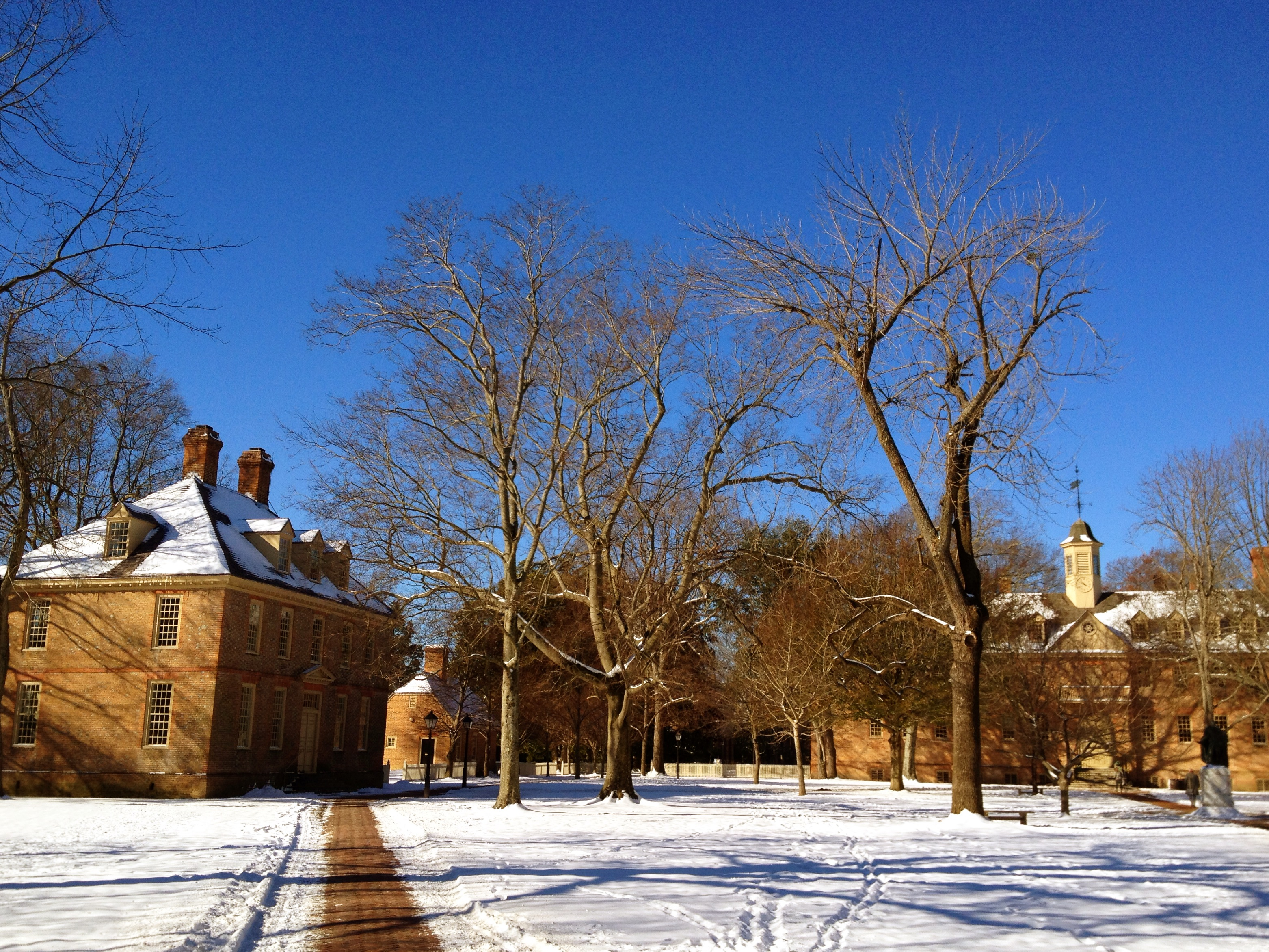
Le bâtiment principal du collège sous la neige

### Fondation et premières années
La première tentative de fonder une école supérieure sur le sol du Nouveau Monde date du 18 novembre 1618 lorsque la Virginia Company de Londres lance la création de l’université de Henrico à Henricopolis, une colonie fondée sur la rive Nord de la James River, à quelques kilomètres de la position actuelle de Richmond en Virginie. Malheureusement, cette école sera détruite en même temps que la colonie par une attaque des Indiens en 1622.
En 1691, le gouvernement de la Colonie de Virginie envoie à Londres James Blair, leader religieux de la colonie, pour obtenir une charte royale permettant d’établir « un endroit d’études universelles, un collège enseignant la religion, la philosophie et la littérature ainsi que les arts de la science... ». Assuré de l’appui de différentes personnalités religieuses telles qu’Henry Compton ou l’archevêque de Cantorbéry John Tillotson, il parvient finalement à son but : le collège est officiellement fondé le 8 février 1693 par une charte royale et nommé en l’honneur des monarques Guillaume III et Marie II. Cette charte nomme Blair premier président du collège, charge qu’il assume jusqu’à sa mort, en 1743.
La charte royale ordonne la création d’une école supérieure composée de trois sections :
- l’école philosophique, chargée de l’étude de la philosophie morale (logique, rhétorique et éthique) ainsi que de la philosophie naturelle (physique, métaphysique et mathématiques) ;
- l’école religieuse, préparant l’ordination de jeunes hommes comme prêtres de l’église anglicane ;
- enfin l’école du langage principalement axé sur l’étude de la littérature.

Le roi, pour en financer la construction, offre 1 985 livres sterling, l’autorisation de prélever une taxe d’un penny sur chaque ballot de tabac exporté du Maryland et de la Virginie vers les pays européens (à l’exception de la Grande-Bretagne) ainsi qu’un terrain de 10 000 acres. Bien que la charte prévoit un site nommé Townsend's Land sur la rive sud de la York River, l’Assemblée générale du 18 novembre 1863 choisit finalement d’établir le collège « aussi près que possible de l’église de Middle Plantation » (le nom de Middle Plantation sera changé en Williamsburg en 1699). Dans la même séance, l’Assemblée approuve également une taxe sur l’export des fourrures et des peaux pour financer le collège.
De 1699 à 1780, Williamsburg devient la capitale de la Virginie et le collège transformé en cour de justice. En 1779, la première université de droit des États-Unis y est ainsi créée. Pendant cette période, les futurs présidents Thomas Jefferson, James Monroe et John Tyler y suivent leurs études de juristes. Le collège est au cinquième rang pour la formation de futurs présidents des États-Unis, après Harvard, Yale, West Point et Princeton,. Le collège a également eu comme étudiants trois juges de la Cour suprême et de nombreux diplomates et membres de différents gouvernements. En 1799, le collège élit George Wythe comme premier professeur de droit des États-Unis. Celui-ci aura notamment comme étudiant Henry Clay, Thomas Jefferson, John Marshall et James Monroe.

### La guerre de Sécession et leXIXesiècle
Pendant plusieurs périodes de la guerre de Sécession, le collège est occupé par les troupes de l’Union et est en particulier le cadre de la bataille de Williamsburg en 1862. Le 9 septembre, des soldats ivres incendient le bâtiment principal du collège (officiellement pour éviter son utilisation par des tireurs embusqués confédérés). Benjamin Ewell, président du collège, va réclamer par la suite au Congrès des dédommagements pour acte de guerre, mais il ne parviendra jamais à ses fins.
Par manque de fonds pour la reconstruction, le collège doit fermer ses portes en 1881. Cependant, le président continue à sonner la cloche à chaque rentrée scolaire, rappelant ainsi que l’institution est toujours présente.
En 1888, le collège ouvre ses portes à nouveau lorsque l’État de Virginie lui offre une nouvelle charte et prend possession des bâtiments. Depuis cette date, le collège est resté une institution publique. Lyon Tyler (fils du président John Tyler) en devient le 17e président et fait passer le nombre d’étudiants de 333 à 1 270.

### Les temps modernes
En 1935, d’importants travaux sont entrepris pour moderniser et agrandir le collège avec, en particulier, l’aide financière de John Davison Rockefeller Junior. À cette occasion, une zone de verdure reliant les différents bâtiments (nommée Sunken Gardens) est construite. En 1974, la propriété historique de l’ancien président James Monroe à Charlottesville est léguée au collège qui la fait restaurer et ouvrir au public.
En 2006, le collège est classé au 6e rang des universités américaines par un rapport indépendant  et fait partie des Public Ivies, une liste d’universités publiques offrant des prestations comparables aux universités privées de l'Ivy League.

## Le College of William and Mary Campus Police Department
Comme d'autres centres universitaires américains, la sécurité des étudiants à l'intérieur du campus est de la responsabilité d'un service de police civile

## Le Wren Building

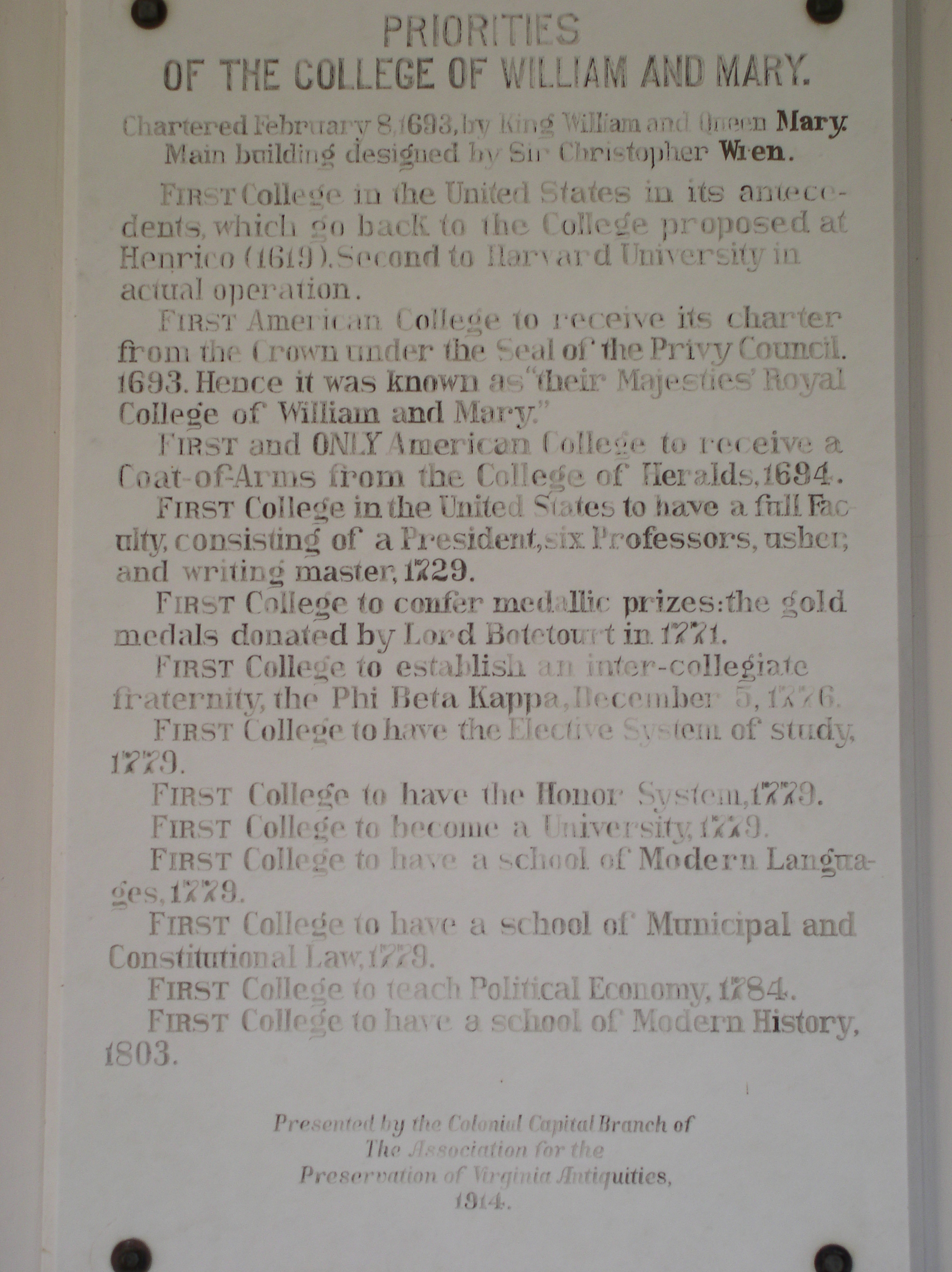
La plaque commémorative

Le bâtiment principal du collège est nommé Wren Building en l’honneur de son architecte, l’anglais Christopher Wren. Sa construction commence le 8 août 1695 et dure cinq ans. Il est actuellement le plus ancien bâtiment académique encore en service sur le sol des États-Unis.
Ce bâtiment est, pendant les premières années du collège, le seul du campus. Les étudiants y suivent les cours, vivent et participent aux cérémonies religieuses. Il servira successivement de cour de justice et d’hôpital militaire avant et pendant les guerres d’indépendance et de Sécession.
Construit en briques rouges, il contient des salles de classe, des bureaux ainsi qu’une chapelle. Au sommet se trouve une girouette portant le numéro 1693, année de la fondation du collège. Sur l’un des murs se trouve le code d’honneur de l’institution, attribué à Thomas Jefferson. Proche de l’entrée, une plaque commémorative a été apposée en 1914. Elle précise que le collège est :
- la première université des États-Unis (en prenant en compte l'université de Henrico) (1618) ;
- la première université américaine à recevoir une charte royale (1693) ;
- la première et unique université américaine à recevoir un blason du College of Arms de Londres (1694) :
- la première université des États-Unis à avoir une faculté complète, incluant un président et six professeurs (1792) ;
- la première université à attribuer des prix sous forme de médaille (don de Norborne Berkeley, Lord Botetourt, en 1771) ;
- la première université à avoir une fraternité collégiale (Phi Beta Kappa) (1776) ;
- la première université à introduire un système électoral (1779) ;
- la première université à disposer d’un code d’honneur (1779) ;
- le premier collège à devenir une université (1779) ;
- la première université des États-Unis à disposer d’une faculté des langues modernes (1779) ;
- la première université des États-Unis à disposer d’une faculté des lois constitutionnelles (1779) ;
- la première université des États-Unis à disposer d’une faculté d’histoire moderne (1803).

## Vie étudiante

### Traditions
Comme dans toute université américaine, il existe de nombreuses traditions liées à la vie scolaire au collège, telles que le Yule Log Ceremony, pendant laquelle le président est déguisé en Père Noël et lit l’histoire du Grinch aux étudiants. 
Les nouveaux venus doivent participer à l’Opening Convocation, pendant laquelle ils passent l’entrée du Wren Building et sont officiellement accueillis par les anciens. De même la Senior Walk symbolise l'obtention du diplôme, les nouveaux diplômés franchissant la porte arrière du bâtiment.
Il existe également des traditions moins officielles telles que le Triathlon, une série de trois épreuves que doit remplir tout étudiant avant de recevoir son diplôme (sauter par-dessus le mur du bâtiment directorial, traverser nu les jardins, et sauter dans la rivière du campus).

### Sociétés d’étudiants
Le collège possède une longue histoire de sociétés d’étudiants. Tout commence avec Phi Beta Kappa, fondée le 5 décembre 1776 par John Heath et William Short (classe de 1779). Elle débuta comme société secrète philosophique et littéraire et s'étendit rapidement à d’autres universités, en commençant par Harvard et Yale. D’autres sociétés telles que The Seven Society, Order of the Crown and Dagger ou the Bishop James Madison Society sont également fondées au sein du collège. Des sociétés plus secrètes, telles que le Flat Hat Club, le Alpha Club et le 13 Club, sont aussi créées. Actuellement, on estime qu’environ un tiers des étudiants diplômés sont membres de l’une des 15 fraternités ou sociétés.

### Sports
Les différentes équipes du collège sont connues sous le nom de The Tribe et couvrent 23 disciplines différentes (basket-ball, cross-country, golf, gymnastique, football, natation, plongeon, tennis, hockey, volley-ball baseball et football américain), regroupant plus de 500 étudiants athlètes.
Récemment, le National Collegiate Athletic Association adressa une demande à la direction du collège pour savoir si le nom indien et le logo ne pouvaient pas être considérés comme « hostiles et abusifs ». Après étude, l’administration du collège répondit par la négative, indiquant que rien n'indiquait que l’expression The Tribe pourrait violer le règlement de la NCAA. A contrario, le rapport montre que ce nom véhicule des images positives d’engagement, d’idéalisme commun et d’appartenance à une cause commune.
Dans le même temps, la mascotte inofficielle du collège Colonel Ebirt (une masse gélatineuse informe coiffé d’un chapeau à trois cornes) est retirée, à la suite de vives polémiques entre étudiants.

## Étudiants connus

### Présidents des États-Unis

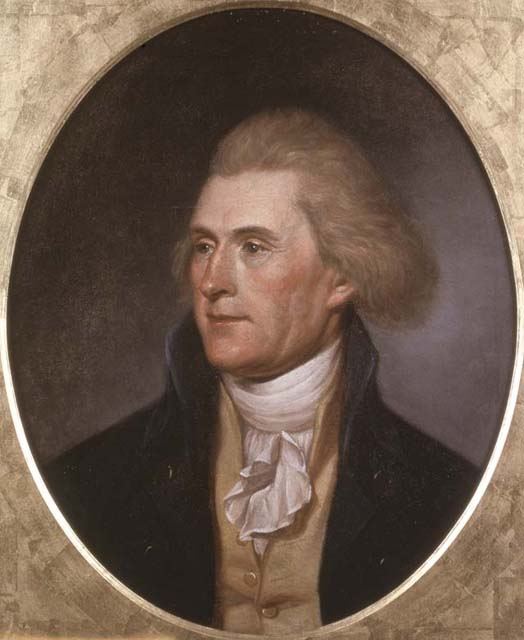
Thomas Jefferson (classe de 1762)

- George Washington (honoris causas), général lors de la guerre d’indépendance, premier président des États-Unis d'Amérique, ancien chancelier du collège ;
- Thomas Jefferson, (promotion 1762), auteur de la Déclaration d'indépendance des États-Unis d'Amérique, troisième Président des États-Unis d'Amérique, fondateur de l’université de Virginie ;
- James Monroe, (promotion 1776), cinquième Président des États-Unis d'Amérique, architecte de la doctrine Monroe ;
- John Tyler, (promotion 1807), dixième Président des États-Unis d'Amérique, ancien chancelier du collège.

### Membres de la Cour Suprême
- Philip Pendleton Barbour ;
- John Marshall ;
- Bushrod Washington.

### Politiciens et membres de gouvernements
- George M. Bibb, sénateur du Kentucky (1811-1814) et secrétaire au Trésor (1844-1845) ;
- Carter Braxton, (classe de 1755), signataire de la Déclaration d’indépendance, figure de la révolution américaine ;
- Eric Cantor, (classe de 1988), membre de la Chambre des représentants (2001-2014), Virginie ;
- Steve Chabot, (classe de 1975), membre de la chambre des représentants, Ohio ;
- Henry Clay, secrétaire d’État (1825-1829) et sénateur du Kentucky ;
- John N. Dalton, (classe de 1954), gouverneur de Virginie (1978-1982) ;
- Robert Gates, (classe de 1965), chef de la CIA (1991-1993) et secrétaire à la Défense (18 décembre 2006) ;
- Mills E. Godwin Jr., gouverneur de Virginie (1966-1970, puis 1974-1978) ;
- Benjamin Harrison V, gouverneur de Virginie (1782-1784) et signataire de la Déclaration d’indépendance ;
- John Francis Mercer, gouverneur du Maryland (1801-1803) ;
- Allan Mollohan (classe de 1966), membre de la Chambre des représentants, Virginie ;
- Jackson Morton (classe de 1815), sénateur de Floride (1849-1855) ;
- John Page, (classe de 1763), gouverneur de Virginie ;
- James Pleasants, sénateur de Virginie (1819-1822) puis gouverneur de Virginie (1822-1825) ;
- Edmund Jennings Randolph, secrétaire d’État (1794-1795) ;
- Thomas Mann Randolph Jr., gouverneur de Virginie (1819-1822) ;
- Janet A. Sanderson, (classe de 1977), ambassadeur en Algérie ;
- Winfield Scott, commandant en chef de l’armée de l’Union (1841-1861) et créateur du plan Anaconda.

### Artistes et médias
- Dylan Baker, (classe de 1978), acteur ;
- Katherine Boo, journaliste ;
- Christopher Bram, (classe de 1974), auteur ;
- Henri Cole, (classe de 1978), poète ;
- Glenn Close, (classe de 1974, Phi Beta Kappa), actrice ;
- Steven Culp, (classe de 1978), acteur ;
- Michael D'Orso, (classe de 1975), journaliste ;
- Perry Ellis, (classe de 1961), créateur de mode ;
- Charles Esten, (classe de 1984), acteur, musicien
- John Gilstrap, (classe de 1979), écrivain ;
- Scott Glenn, (classe de 1963), acteur ;
- Karen L. Hall, (classe de 1978), scénariste;
- Todd Howard, (classe de 1993), concepteur, réalisateur et producteur de jeux vidéo ;
- Martin Jurow, producteur ;
- Linda Lavin, (classe de 1959), actrice ;
- Bill Lawrence, scénariste et producteur ;
- Scott Miller, musicien ;
- Patton Oswalt, (classe de 1991), comédien ;
- Andrew Pang, (classe de 1988), acteur ;
- Lewis Puller, (classe de 1967), légiste et auteur ;
- H. Reid, auteur, photographe et historien ;
- Jon Stewart, (classe de 1984), comédien ;
- John C. Wright, (classe de 1987), écrivain.

### Autres
- Elizabeth L. Train, rear admiral de la Marine américaine.

### Scientifiques
- Aziza Baccouche, physicienne spécialiste des baryons lourds

## Professeurs connus
- Reetika Vazirani, poétesse

#### Pour plus d’informations
- College of William & Mary, site officiel
- La charte du collège
- Département des sports

#### Organisations d’étudiants
- activités des étudiants de W&M
- Student Information Network
- The Flat Hat
- The DoG Street Journal